# Leucotheidae
Leucotheidae is een familie van ribkwallen uit de klasse van de Tentaculata.

## Geslachten
- Eucharis
- Leucothea Mertens, 1833